# 灰野敬二
灰野 敬二（はいの けいじ、1952年〈昭和27年〉5月3日 - ）は、日本のミュージシャン。千葉県市川市生まれ、埼玉県川越市育ち。

## 概要
1970年代より活動。日本国内におけるアヴァンギャルドなミュージックシーンにおいては最古参の人物であり、ボックスセット『魂の純愛』や『ロスト・アラーフ』『天乃川』といった作品でうかがえるアプローチを十代の頃から深め続けている。リリースしたレコードやCDはほとんどがインディペンデント流通で、100を超える厖大な点数のため全体像を把握するのは困難。
ソニック・ユースのサーストン・ムーアをはじめとして、世界的にも数多くの信奉者を生んでいる。他ジャンルの創作者とのコラボレーションも試行しつつ多彩なテクスチャーを貪欲に取り込んでの混沌としたサウンドを追求しており、一貫してコマーシャリズムと連帯しないという狷介な姿勢を三、四十年の長きにわたって固持している。
主に扱う楽器はボーカル、ギター、ドラム、パーカッション、ハーディ・ガーディなど。ある時期までは一貫してテクノロジー楽器を否定する姿勢を保っていたが、2000年代以降はエレクトロニクスや発振器などを用いての演奏も行うようになった。
マレーネ・ディートリヒ、ヤニス・クセナキス、シド・バレット、ジム・モリソン、チャーリー・パーカーらの影響を受ける。

## 来歴
千葉県市川市に生まれる。幼稚園児の時、埼玉県川越市に引越した。幼少期は病弱であった。
アントナン・アルトーに影響を受けて演劇を志すが、ドアーズの「When the Music Is Over」を聞いて衝撃を受け、音楽へと転向した。当初は、ブルースや実験音楽のユニットを転々としながら、自宅録音による作品も制作していた。
1971年、自身の即興ヴォーカルによるロストアラーフを結成。頭脳警察や阿部薫らも出演し、加藤登紀子も出演予定であった新東京国際空港建設反対デモ集会「三里塚・幻野祭」にて登場する。この時は受け入れられず観客から石を投げられたが、灰野はこのときの経験が後の創作活動につながったとして宝であると振り返っている。
1972年頃、マジカル・パワー・マコと出会って親交を深め、ともに活動するようになる。1973年にはソロ・パフォーマンスを開始。同年、マジカル・パワー・マコらとNHK『ひるのプレゼント』に出演するも、視聴者から苦情が殺到して担当プロデューサーが降格する事態となる。1974年、マジカル・パワー・マコのアルバムに参加。その後、映画『卑弥呼』のサウンドトラックに参加し、武満徹と活動する。
1975年、ロスト・アラーフが解散。1977年頃、ギターによる演奏を開始し、阿部薫と軍楽隊を結成。三浦崇史、大正琴楽者の竹田賢一のヴァイブレーション・ソサエティに参加。1979年には、灰野敬二のメインのバンドである不失者を結成し、ここにハード・ロックの方法論を導入する。不失者は結成時は白石民夫とのデュオであったが、その後は主にトリオ編成としてメンバーチェンジを経ながら現在も存続している。
1981年、初の渡米を果たし、多岐に亘るミュージシャンと共演。しかし、1983年から1987年にかけて、病気療養のため演奏活動を中止することになる。
1988年、復帰。パーカッションと舞踏によるソロ・パフォーマンスを始め、田中泯とともにヨーロッパ公演を行う。1989年、三上寛（後も共演の機会を持った）、阿部とも共演経験のある吉沢元治とともに作品をつくる。
1990年、法政大学学生会館学館大ホールで不失者による初のコンサートを開く。以後、このコンサートは法政大学学生会館の閉館まで年末の定例公演として継続していた。1991年にはニューヨークで公演。以後、毎年のように北米やヨーロッパ各地で、不失者あるいはソロとして精力的な公演をする。
1995年、三上寛、石塚俊明とバサラを結成する。「阪神大震災被災者のためのコンサート」にも参加。また、阿部薫と鈴木いづみを描く映画『エンドレス・ワルツ』に本人役で出演。1997年には、徳間ジャパンより初のメジャー進出となる作品を4枚同時にリリースする。1998年には哀秘謡を結成。このグループでは、ローリング・ストーンズからグループ・サウンズ、童謡まで、多彩な曲を新解釈で「あるべき姿にして」演奏している。
2004年、秋田昌美ときくりを結成。
2005年、間章のドキュメンタリー映画『AA』に出演。
他に結成したグループとしては、鬼怒無月、勝井祐二とのBlack Stage、ルインズとのニード、同じく吉田達也とナスノミツルとの連名ユニットから発展したサンヘドリン、ソロプロジェクトの滲有無（ニジウム）、レック（フリクション）とPILL（Lip Cream）とのHEAD RUSH、ナスノミツルと一楽儀光との静寂がある。
不失者はドラマーである高橋幾朗脱退以降、後任ドラムが決まらず、灰野敬二自身が叩いたドラムをサンプラーでループさせたり、ドラムの音なしでベースの小沢靖とのデュオとして活動していたが、2005年を境としバンド（あるいはデュオ）形態での活動は休止状態となった（ごくたまに灰野ひとりで不失者名義の演奏をすることはあった）。2008年、長年不失者のベーシストであった小沢靖が2月7日朝方に肺癌・肺気腫のため死去。
2008年、元NORDの伊藤まくと沙無座（ザムザ）を結成。
2011年から、アメリカのドゥームメタルバンドSunn O)))のStephen O’Malleyと、実験音楽家として名高いオーストラリア出身のマルチミュージシャンOren AmbarchiとNazoranaiを結成。
2012年、ナスノミツル、高橋幾郎と共に9年ぶりに不失者としてアルバムをリリース。同年7月には、ミュージシャン・灰野敬二を主題としたドキュメンタリー映画『ドキュメント灰野敬二』（監督・白尾一博）が公開。11月には、ロングインタビュー、完全ディスコグラフィーなどを収載した初の著書『捧げる 灰野敬二の世界』を発売。12月、一楽の持病悪化により静寂の解散が決定、ラストライブを行った。
2013年、DJ灰野敬二としては初となるミックスCDをBLACK SMOKER RECORDSより発表。また、亀川千代（ex.ゆらゆら帝国）、Ryosuke Kiyasu（SETE STAR SEPT , Kiyasu Orchestra）と共に不失者としてアルバムをリリースした。12月、R&Bをカバーするプロジェクトとして、川口雅巳、山崎怠雅、宮崎理絵、藤掛正隆らとHardy Soulを結成。
2016年2月、MARC JACOBSの2016年秋冬コレクションのランウェイショーに楽曲を提供し、8月からの同広告キャンペーンヴィジュアルに起用される。6月には川口雅巳、山崎怠雅、なるけしんご、片野利彦らとR&BカバーバンドHardy Rocksとして高円寺HIGHでワンマンライブを行う。

## 作品

### ソロ・アルバム
| 発売年 | タイトル | 備考                                                                                         |
| ------ | --- | -------------------------------------------------------------------------------------------- |
| 1981年 | わたしだけ? |                                                                                              |
| 1990年 | 滲有無 |                                                                                              |
| 1992年 | 慈 |                                                                                              |
| 1993年 | 天乃川 |                                                                                              |
| 1993年 | Execration That Accept to Acknowledge                                                                                          |                                                                                              |
| 1994年 | Guitar Works |                                                                                              |
| 1994年 | Beginning and End, Interwoven                                                                                                  |                                                                                              |
| 1994年 | 運命への挑戦 A Challenge to Fate                                                                                               |                                                                                              |
| 1995年 | 魂の純愛 | ロスト・アラーフ、不失者の音源を含む『わたしだけ？』以前の未発表作品を収めたボックス・セット |
| 1995年 | Tenshi no Gijinka（天使の擬人化）                                                                                              |                                                                                              |
| 1995年 | I Said, This Is the Son of Nihilism                                                                                            |                                                                                              |
| 1995年 | 手風琴 The 21st Century Hard-Y-Guide-Y Man                                                                                     |                                                                                              |
| 1996年 | The Book of "Eternity Set Aflame"                                                                                              |                                                                                              |
| 1996年 | Saying I Love You, I Continue to Curse Myself                                                                                  |                                                                                              |
| 1997年 | So, Black Is Myself |                                                                                              |
| 1997年 | 息をしているまま |                                                                                              |
| 1997年 | 黒き祈りは在る 黒き祈りは本当に在る ほら ここに                                                                                | 限定音源                                                                                     |
| 1998年 | こんなになってもまだ考えている The 21st Century Hard-Y-Guide-Y Man                                                             |                                                                                              |
| 2001年 | Abandon All Words at a Stroke, So That Prayer Can Come Spilling Out (一度すべての言葉を捨てよう、祈りがあふれて来られるように) |                                                                                              |
| 2002年 | まずは色を無くそうか!! |                                                                                              |
| 2003年 | "C'est parfait" endoctriné tu tombes la tête la première (真っ逆さまに落ちてゆく洗脳された「これでいい」)                      |                                                                                              |
| 2003年 | 光 闇 打ち溶け合いし この響き                                                                                                  |                                                                                              |
| 2003年 | ここ | 限定音源                                                                                     |
| 2004年 | Black Blues (soft version、violent version)                                                                                    |                                                                                              |
| 2004年 | Next Let's Try Changing the Shape                                                                                              |                                                                                              |
| 2005年 | 宇宙に 絡みついてる 我が痛み                                                                                                   |                                                                                              |
| 2005年 | この気配 封じられてる 創まりに                                                                                                 |                                                                                              |
| 2005年 | Reveal'd to None as Yet - An Expedience to Utterly Vanish Consciousness While Still Alive                                      |                                                                                              |
| 2006年 | やらないが できないことに なってゆく                                                                                           |                                                                                              |
| 2008年 | こいつから 失せたいための はかりごと The 21st Century Hard-Y-Guide-Y Man                                                       |                                                                                              |
| 2011年 | Un Autre Chemin Vers L'Ultime                                                                                                  |                                                                                              |
| 2012年 | 「ドキュメント 灰野敬二」サウンドトラック                                                                                      | 不失者で2曲、灰野敬二で1曲収録、限定音源                                                     |
| 2020年 | 黒の意味 義務より礼儀 正しくすべてよりも速くなってしまって 光の中に産み落とされることのなかった微笑                            |                                                                                              |

### グループ名義のアルバム
ロストアラーフ
- ロストアラーフ (1991年)
- LOST AARAAF (2020年)

不失者
- 無題（1st） (1989年)
- 無題（2nd） (1991年)
- 寓意的な誤解 (1993年)
- 悲愴 (1994年)
- The Caution Appears (1995年)
- The Wound That Was Given Birth to Must Be Bigger Than the Wound That Gave Birth (aka Purple Trap) (1996年)
- 完結されもしない死 (1997年)
- 来たる時 (1997年)
- Gold Blood (1998年)
- もう少しこのまま (1998年)
- すでに用意されていた想い (1998年)
- Withdrawe, this sable Disclosure ere devot'd (1998年)
- I saw it! That which before I could only sense... (2000年)
- Origin's Hesitation (2001年)
- 永遠の方が先に手を出したのさ (2003年)
- 光となづけよう（2012年）
- まぶしい いたずらな祈り（2012年）
- 名前を つけないで ほしい 名前を つけてしまうと 全てで なくなって しまうから（2013年）
- まだ温かいうちの この今に すべての謎を 注ぎこもう（2013年）

滲有無
- 悲翼紀 (1993年)

Black Stage
- Black Stage (1994年)

vajra
- 東日流 (1995年)
- 散る葉の後に降る雪の意味も知らず／尾崎神社 (1995年)
- 金環蝕 (1996年)
- 七識 (1997年)
- 聲聞 (1998年)
- MANDALAキ・「やっと」 (2003年)
- Live 2007 (2008年)

哀秘謡
- 哀秘謡 (1998年)
- ライブ (2000年)

KNEAD
- knead (2002年)
- This Melting Happiness - I Want You to Realize That It Is Another Trap (2003年)

サンヘドリン
- 満場一致は無効 (2005年)
- さあ 真ん中だ どんな感じ (2008年) ※限定音源
- 「好」の5w1h (2013年)
- 密度を変えろ 義務の海から這い上がるように (2019年)

静寂
- You Should Prepare to Survive Through even Anything Happens (何があっても生き抜く覚悟の用意をしろ) (2010年)
- Mail from FUSHITSUSHA (不失者の秘儀伝授) (2010年)
- LAST LIVE (2015年)
- 静寂の果てに (2015年) ※「灰野敬二、ナスノミツル、一楽儀光」名義

KEIJI HAINO/JIM O'ROURKE/OREN AMBARCHI
- Tima Formosa (2010年)
- またたくまに すべてが ひとつに なる だから 主語は いらない (2011年)
- いみくずし (2012年)
- まだ　暖かい内に　この今に　全ての謎を　注ぎ込んでしまおう (2013年)
- ただ美しく 溶けて しまいたいのに まだまだ満ち足りて いないから まだ見えていないはずの ものの ほうが 愛おしく 思えてしまう (2014年)
- ここに 与えられた この身体　全部 使い切ってやる という者の　お茶の 時間 (2015年)

NAZORANAI
- なぞらない (2012年)
- 一番痛い時は一度だけそれは もう 訪れているのかな (2014年)

灰野敬二(EXPERIMENTAL MIXTURE) ※DJ MIX
- EXPERIMENTAL MIXTURE (2013年)
- IN THE WORLD (2013年)
- THE GREATEST HITS OF THE MUSIC (2014年)

その他コラボレーション作品等
- 1991 - テーゼ With 灰野敬二 ・ 石塚俊明 (1992年）
- Two Strings Will Do It - Barre Phillips ,  灰野敬二 , 豊住芳三郎 (1994年)
- Live At Downtown Music Gallery, New York City, August 1, 1992 - 灰野敬二 , Loren Mazza Cane (1995年)
- 山田千里の不思議な世界 - 山田千里 , 笹森建英 , 灰野敬二 (1996年)
- Etchings In The Air - Barre Phillips , 灰野敬二 (1996年)
- 進化してゆく恥じらい、或いは加速する原罪 - ペーター・ブロッツマン , 灰野敬二 (1996年)
- Gerry Miles - Alan Licht , 灰野敬二 (1996年)
- Vol. 2 - 灰野敬二 , Loren Mazza Cane Connors (1997年)
- 寄り添い合いし 秩序と無秩序の気配かな - デレク・ベイリー , 灰野敬二 (1997年)
- Incubation = 臥床見神 -  Musica Transonic(南條麻人 , 河端一 , 吉田達也) , 灰野敬二 (1998年)
- Black: Implication Flooding - BORIS , 灰野敬二 (1998年)
- An Unclear Trial: More Than This - グレッグ・コーエン , ジョーイ・バロン , 灰野敬二 (1998年)
- Songs - デレク・ベイリー , 灰野敬二 (2000年)
- フシギナ顔 - 羽野昌二 , 灰野敬二 (2000年)
- Shadows - ペーター・ブロッツマン , 羽野昌二 , 灰野敬二 (2000年)
- 一億と一番目の祈りを導きだせばいい - 怖 , 灰野敬二 (2000年)
- 水が炎を掴むまで - 吉田達也 , 灰野敬二 (2002年)
- たゆたゆとただよいたまえこのふるえ- 佐藤通弘 , 灰野敬二 (2004年)
- Live At Cafe Independants Friday 23.January.2004 -Bus Ratch , ナスノミツル , 吉田達也 , 灰野敬二 (2004年)
- Mamono - KK Null , 灰野敬二 (2006年)
- New Rap - 吉田達也 , 灰野敬二 (2006年)
- Animamima - Sitaar Tah! , 灰野敬二 (2006年)
- Cosmic Debris Volume III - My Cat Is An Alien , 灰野敬二 (2007年)
- Uhrfasudhasdd - 吉田達也 , 灰野敬二 (2008年)
- Electronics - zeitkratzer , 灰野敬二 (2008年)
- Hauenfiomiume - 吉田達也 , 灰野敬二 (2008年)
- "Shall I Download A Blackhole And Offer It To You" Live In Berlin 15.11.2007 - パン・ソニック , 灰野敬二 (2009年)
- In The Studio -  パン・ソニック , 灰野敬二 (2010年)
- Live At Jahrhunderthalle Bochum - Zeitkratzer , 灰野敬二 (2014年)
- Two City Blues 1 - ジム・オルーク , ペーター・ブロッツマン ,  灰野敬二 (2015年)
- Two City Blues 2 - ジム・オルーク , ペーター・ブロッツマン ,  灰野敬二 (2015年)
- Aus Den Sieben Tagen - カールハインツ・シュトックハウゼン , Zeitkratzer , 灰野敬二 (2016年)
- 迷惑をかけない無防備 - Balázs Pándi , Merzbow , 灰野敬二 (2016年)
- 28.2.12 - Steve Noble , 灰野敬二 (2016年)
- 少しずつ曲がっている哲学　その先には湿地がある - コンストラクト , 灰野敬二 (2017年)
- Light Never Bright Enough - John Butcher , 灰野敬二 (2017年)
- The Miracles Of Only One Thing - Jozef Dumoulin, Teun Verbruggen , 灰野敬二 (2017年)
- 少しずつ曲がっている哲学　その先には湿地がある - コンストラクト , 灰野敬二 (2018年)
- American Dollar Bill - Keep Facing Sideways, You're Too Hideous To Look At Face On - Sumac , 灰野敬二 (2018年)
- Houston 09 X 2013 - ペーター・ブロッツマン ,  灰野敬二 (2018年)
- 灰野敬二 + MUSQIS - MUSQIS , 灰野敬二 (2018年)
- Become The Discovered, Not The Discoverer - Balázs Pándi , Merzbow , 灰野敬二 (2019年)
- Even For Just The Briefest Moment / Keep Charging This "Expiation" / Plug In To Making It Slightly Better - Sumac , 灰野敬二 (2019年)
- A Loss Permitted To Open Its Eyes For But Three Hours And There Glimpsed, Finally In Focus A Mystery That Begs Earnestly, "Ask Me Nothing" Now, Once More The Problem Is Yours Alone - Charles Hayward , 灰野敬二 (2019年)

Mark Knopfler’s Guitar Heroes – Going Home (2024年)
V.A.
- 愛欲人民十時劇場
- 幻野（先述の集会のドキュメント盤）
- Welcome to Dreamland
- Tokyo Frashback（PSF Records/Modern Musicのコンピレーション）
- 僕の手につかまって
- 生きる

### 映像作品
- 不失者 / 1991.9.26 ラママ Live (1992年) ※VHS/DVD
- 灰野敬二 / 何もかも・パーカッション・ソロ (2002年)  ※VHS
- 灰野敬二 / 21st Feb.2008 (2008年) ※DVD
- 灰野敬二+河端一+吉田達也 / 一と一が重なってしまうまで (2008年) ※DVD
- 灰野敬二+河端一+吉田達也 / 一と一と一が重なってしまうまで Live At Mission’s 2008 (2009年) ※DVD
- ドラびでお+灰野敬二 / ドラびでおplays 灰野敬二VS灰野敬二 (2010年) ※DVD

## 著書
- 「捧げる 灰野敬二の世界」河出書房新社(2012年)